# کارین لوتس
کارین لوتس (انگلیسی: Karin Luts; ۲۹ آوریل ۱۹۰۴ – ۱۴ مهٔ ۱۹۹۳) نقاش و گرافیست اهل استونی بود.
وی در ریدایا، شهرستان والگا به‌دنیا آمد، تحصیلات خود را در پارنو گذراند، سپس به مدرسه هنر پالاس در تارتو رفت تا نزد کونراد مگی به تحصیل ادامه بدهد، پس از مرگ مگی با آدو وابه ادامه داد. لوتس حکاکی و لیتوگرافی را از ماگنوس زلر آموخت و در سال ۱۹۲۸ فارغ‌التحصیل شد. سپس به مدت یک سال به آکادمی دو لا گروند شومیر فرانسه رفت و به استونی بازگشت تا به‌عنوان یک هنرمند در تالین به کار ادامه بدهد.

## آثار

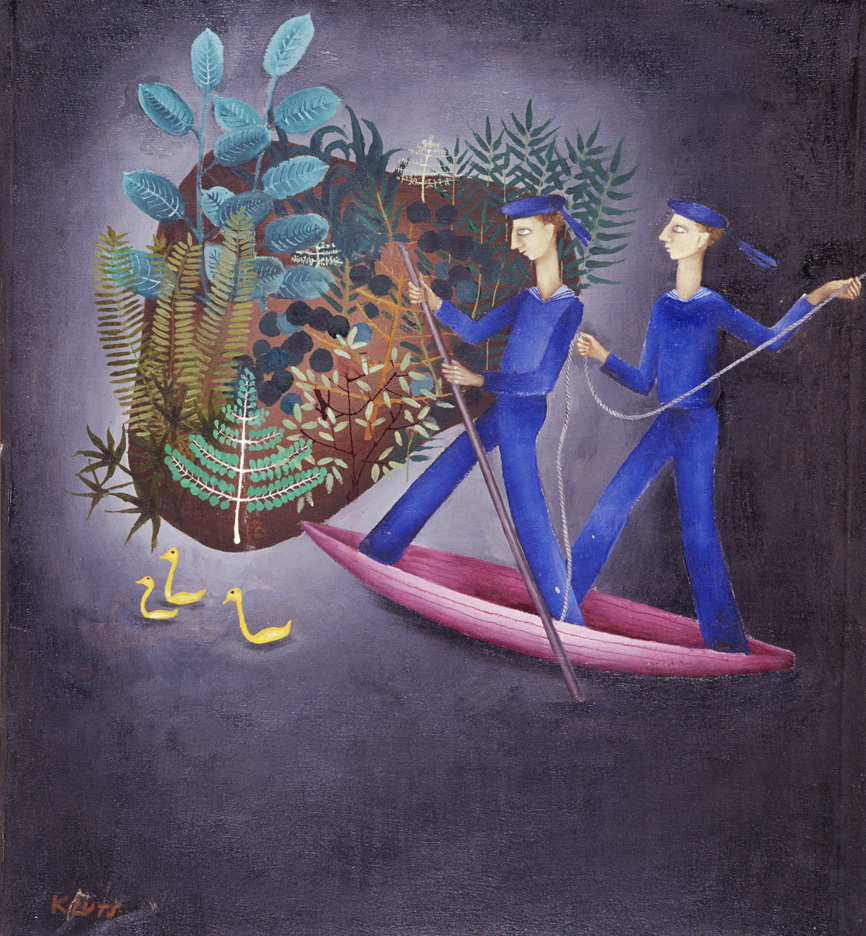
Kompositsioon. Õnnesaar, 1927
Aednik, 1928
Süüta laste tapmine, 1928
Leerilapsed, 1936
Kaluritüdruk rannal, 1943
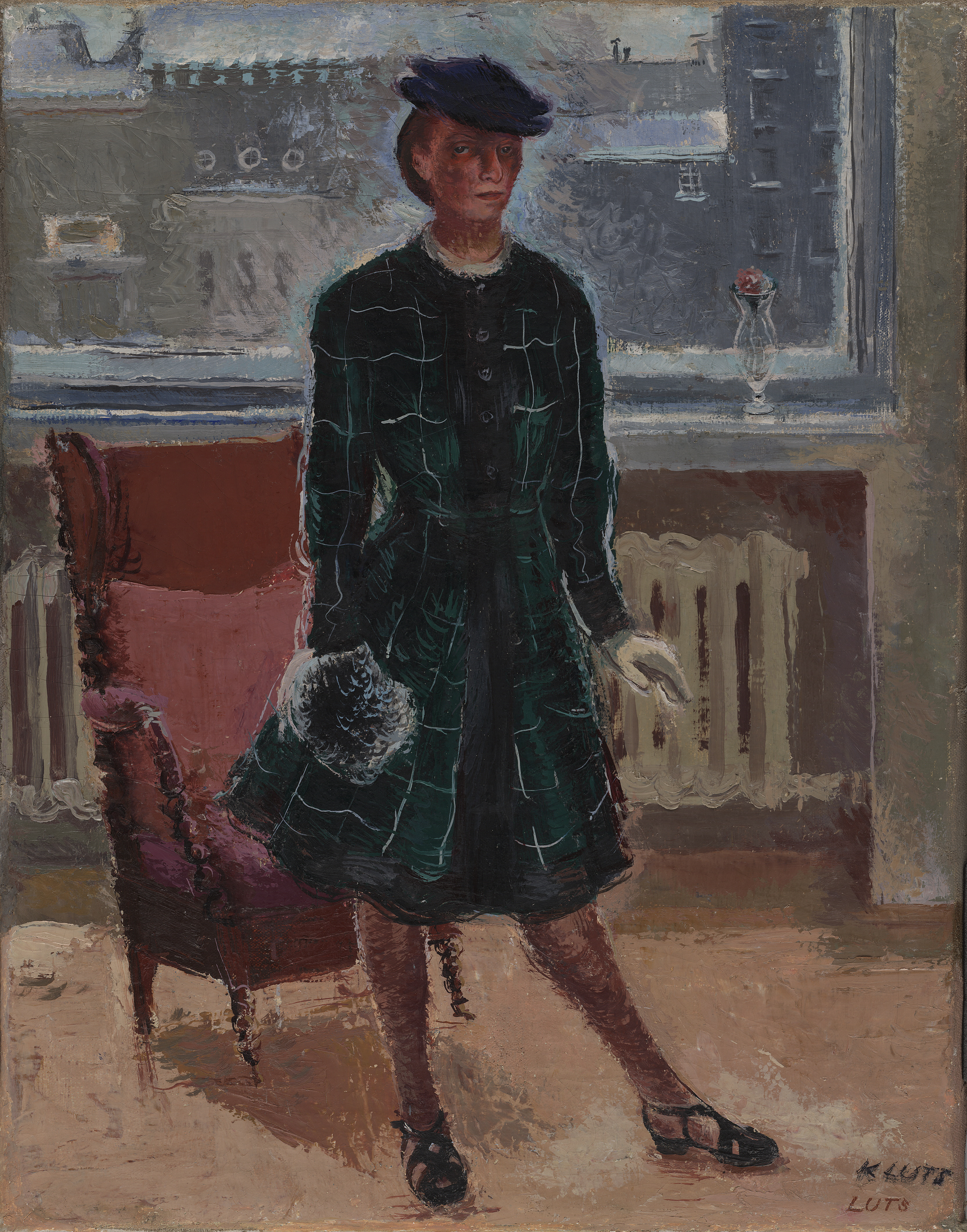
Self-portrait, 1943